# Jorge Dubon
Jorge Dubon  (ou Jorge Du Bon), né le 14 aout 1933 à Chiapas au Mexique et mort le 8 septembre 2004 à Le Coudray, est un sculpteur franco-mexicain, connu pour ses oeuvres monumentales en acier, bois et marbre.  

## Biographie
Jorge Dubon étudie tout d’abord à Mexico à l’École nationale de peinture et sculpture « La Esmeralda », puis de 1956 à 1961, il fait des études d’architecture à l’Université nationale.
Voulant compléter sa formation, il suit les cours de l’Institut d'urbanisme de Paris, et en 1961 et 1963, participe aux IIe et IIIe Biennales de sculpture de la ville de Paris.
Shade School of Design de Londres (?).
En 1965, il obtient le Master en architecture de l’Université Harvard aux États-Unis.
Artiste invité à la School of Visual Arts de New York en 1967, il est aussi boursier de la Fondation Guggenheim (1964). 
Grand prix de sculpture du Middelheim (1971), auteur d’une des plus grandes sculptures à l’air libre des États-Unis (Los Angeles en 1983), il est aussi acteur d’une vingtaine de Symposium internationaux (au Mexique, en Hongrie, en Yougoslavie, en Autriche…).
Jorge Dubon expose dans le monde entier et reçoit des commandes de l’État, notamment pour les Jeux olympiques de Mexico en 1968 et pour l’Olympiade d’Art à Séoul en 1988.
En 1992, il est présent au Symposium International de sculptures à l’air libre de Madrid.
Jorge Dubon est l’un des premiers parmi les jeunes artistes de son pays à adopter la technique de la « taille directe » si caractéristique de l’art des ancêtres Aztèques. 
Il souhaite intégrer son œuvre en l’unissant à l’architecture dans un cadre urbain. Autrement dit : la place de l’art est dans la rue.

## Œuvre
Son œuvre efficace et solide, complexe et insolite, naturellement monumentale, même dans ses manifestations les plus modestes, est celle d’un véritable bâtisseur, dont les armatures verticales ou horizontales, fuselées ou à même le sol, articulées dans la pierre, le bois ou le métal, révèlent d’une rigoureuse méthodologie dans leur processus de transformation évolutive.
Jorge Dubon agit sur ses pièces par sédimentations, sinon germinations, c'est-à-dire qu’il s’attache à extraire de ses structures la matière de sa problématique sans rien ajouter.
Ce procédé qui lui appartient en propre, ne renvoie qu’à lui-même, tout en émettant autant de significations particulières. 
« Mon rôle consiste à découper à l’intérieur d’un volume mais rien ne doit être ajouté, venir d’une autre masse, rien aussi ne doit être enlevé. Ce que j’ai étalé, déroulé, pourrait revenir dans la masse pour reformer le bloc primitif. »

## Œuvres majeures

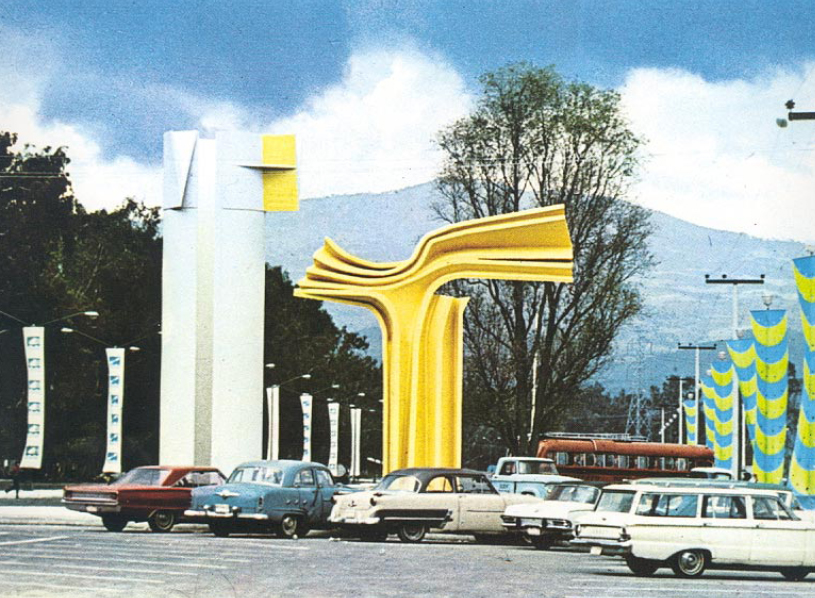
1968 - Mexico - Ruta de la amistad (Route de l'amitié) - Dans le cadre des Jeux olympiques de Mexico 68 - Sculpture en béton armé, faite à partir d'un moulage.
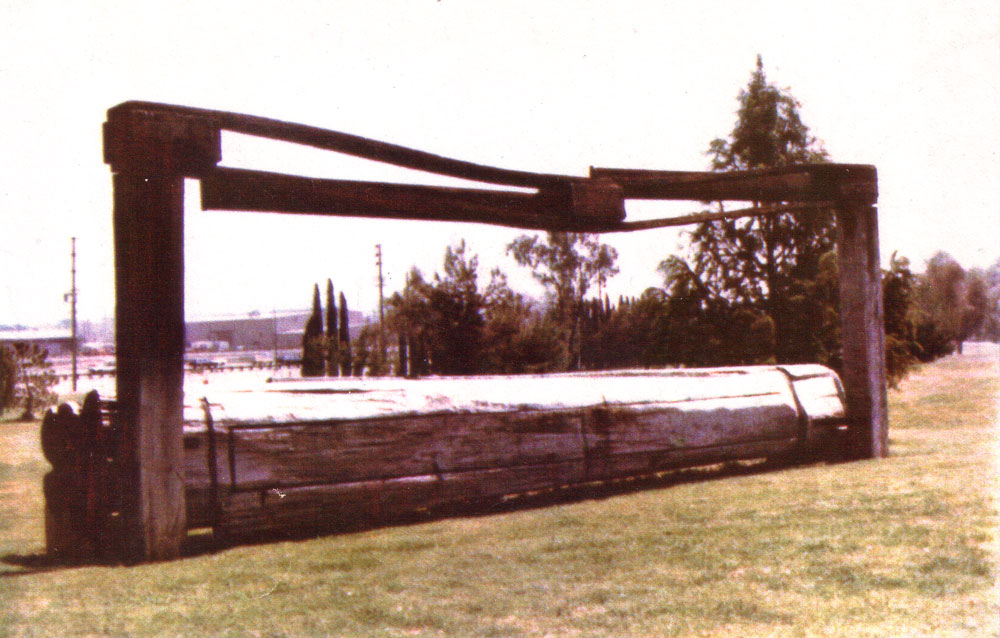
1983 - Los Angeles - Griffith Park - Sculpture en bois Sequoia.
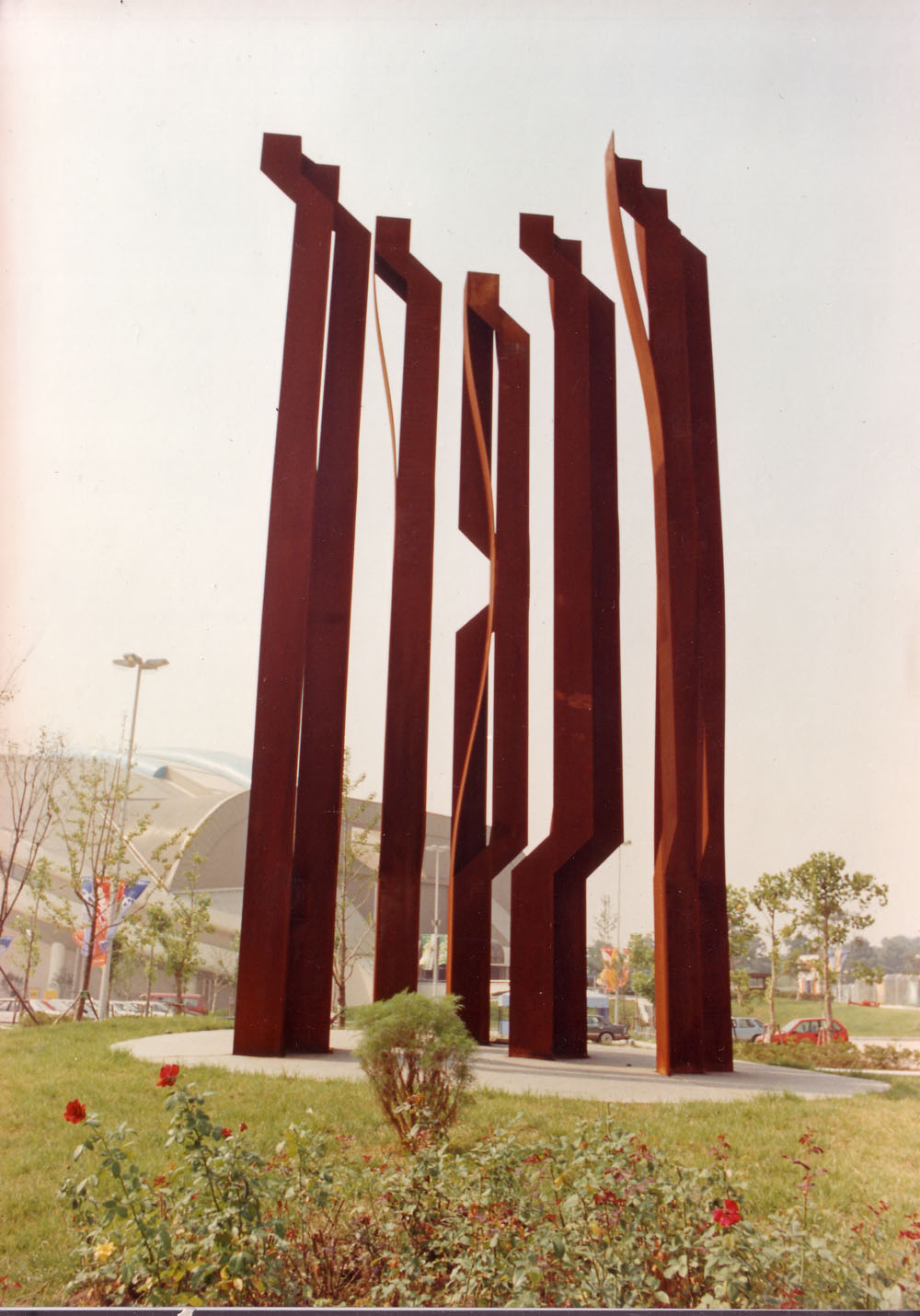
1988 - Séoul - Olympique Park - Bridge of Eternity - Sculpture en acier corten.
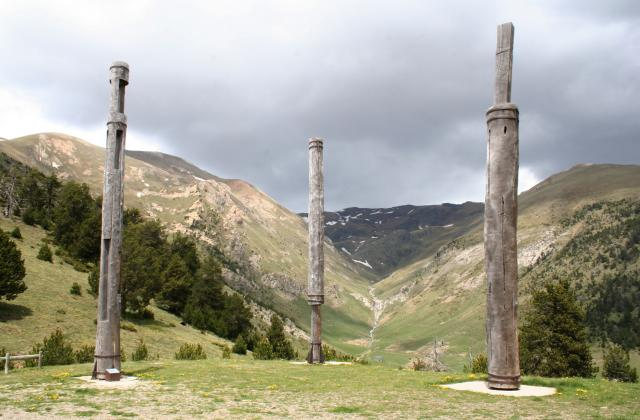
1991 - Andorre - Ouverture de l'Europe - Sculpture en bois tropical bolondo.
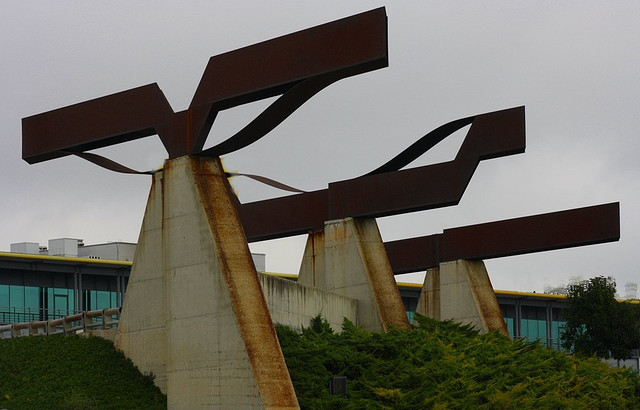
1992 - Madrid - parc Juan Carlos - Viga - Sculpture en acier corten.
- Mexico 1968
- Los Angeles 1983
- Séoul 1988
- Andorre 1991
- Madrid 1992

## Œuvres publiques
- 1971 - Mexico - Torres de Mixcoac - Sculpture en acier. 
- 1971 - Anvers - Middleheim - Sculptures en acier. 
- 1978 et 1985 - Hongrie - Nagyatád - Sculptures en bois.
- 1986 - Yougoslavie - Forma Viva - Sculptures en bois.
- 1989 - Lindabrun - Autriche - Sculptures en bois.
- 1995 - San Juan - Jardin botanique - Porto Rico - Sculpture en acier corten.
- 1997 - Clermont Ferrand - Rond-Point Georges Pompidou - Sculpture en acier corten.

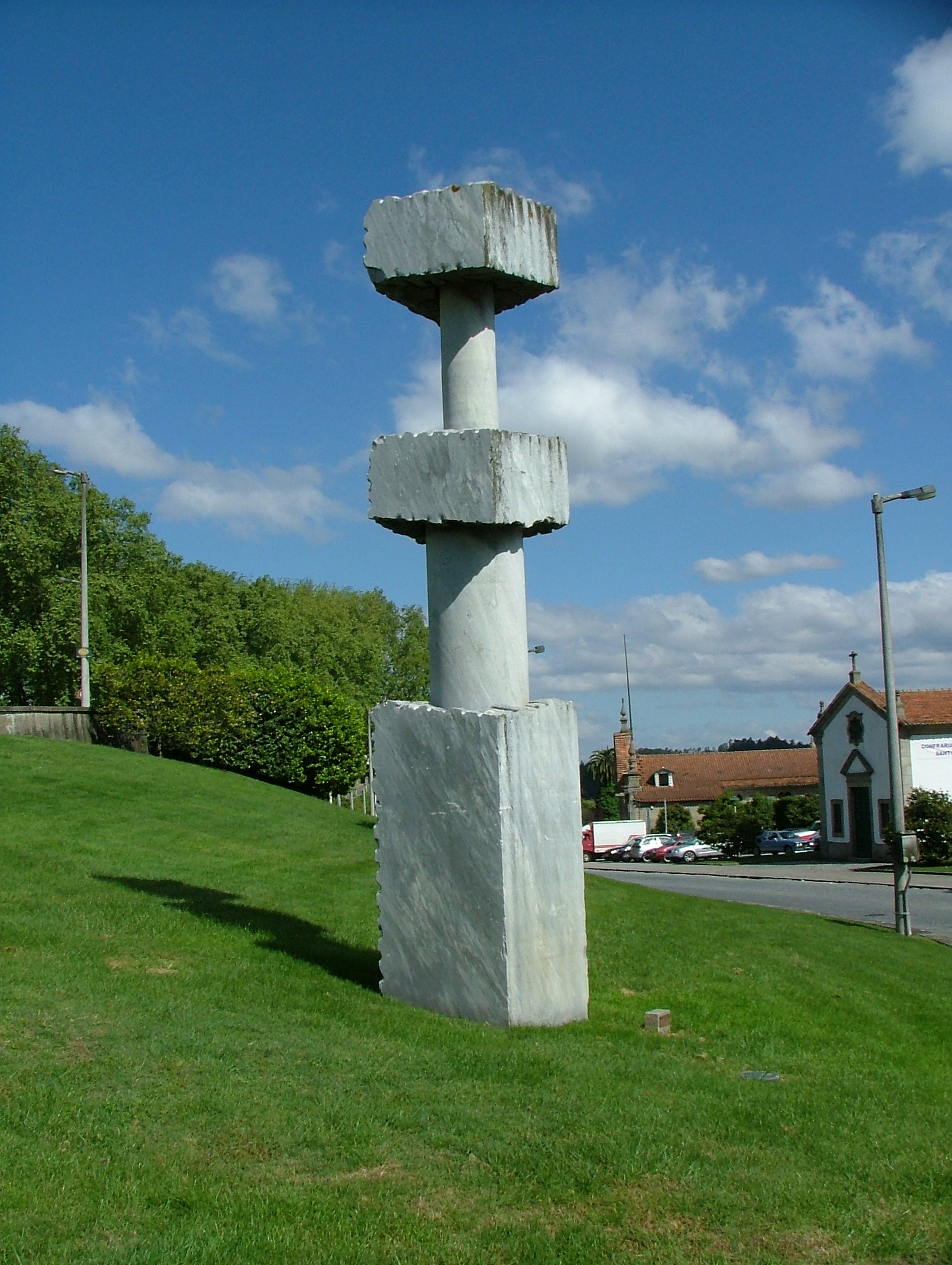
1998 - Santo Tirso - Portugal - Sculpture en marbre.
- Santo Tirso
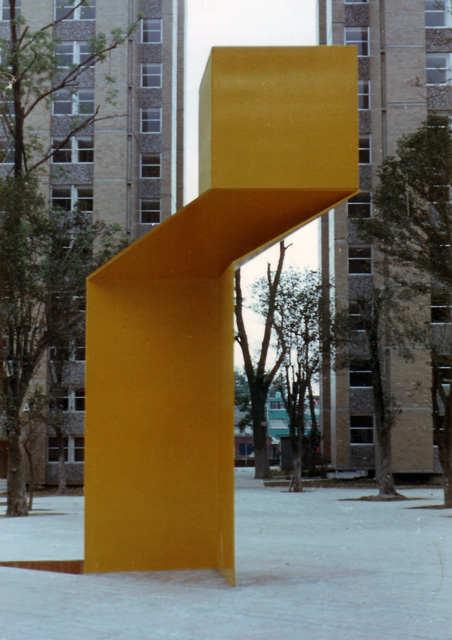
Towers Of Plateros

## Collections permanentes
- MACO, Musée d'Art Contemporain de Oaxaca - Mexique
- Museo y Centro de Documentación Histórica de Tepoztlan - Mexique
- Middelheim Museum (Anvers, Belgique)